# マックス・フィップス
マックス・フィップス（Max Phipps, 1939年11月18日 - 2000年8月6日）は、オーストラリアの俳優。
1939年、オーストラリアのダボに生まれ、パークスに育つ。1960年代から90年代にかけて、映画、テレビ俳優として活躍した。